# Азербејџан на Светском првенству у атлетици на отвореном 2009.
Азербејџан је на Светском првенству у атлетици на отвореном 2009. одржаном у Берлину 15. до 23. августа учествовао десети пут, односно учествовао је од 1993. до данас. Репрезентацију Азербејџана представљало је један такмичар у трци на 200 м.
На овом првенству Азербејџан није освојио ниједну медаљу, нити је остварио неки резултат. У табели успешности према броју и пласману такмичара који су учествовали у финалним такмичењима (првих 8 такмичара)) Азербејџан је са 1 учесником у финалу заузео 61. место са 2 бода.
| Плас. | Земља      | 1. место | 2. место | 3. место | 4. место | 5. место | 6. место | 7. место | 8. место | Бр. финал. | Бод. |
| ----- | ---------- | -------- | -------- | -------- | -------- | -------- | -------- | -------- | -------- | ---------- | ---- |
| 61.   | Азербејџан | 0        | 0        | 0        | 0        | 0        | 0        | 1        | 0        | 1          | 2    |

## Учесници
Мушкарци:
- Рамил Гулијев — 200 м

## Резултати

### Мушкарци
| Атлетичар     | Дисциплина | Лични рекорд        | Квалификације | Квалификације | Група    | Група     | Полуфинале | Полуфинале | Финале   | Финале      | Детаљи |
| Атлетичар     | Дисциплина | Лични рекорд        | Резултат      | Место         | Резултат | Место     | Резултат   | Место      | Резултат | Место       | Детаљи |
| ------------- | ---------- | ------------------- | ------------- | ------------- | -------- | --------- | ---------- | ---------- | -------- | ----------- | ------ |
| Рамил Гулијев | 200 м      | 20,04 (+0,1 м/с) НР | 21,12 КВ      | 2. у гр 4     | 20,40 КВ | 2. у гр 3 | 20,28 КВ   | 4. у гр 2  | 20,61    | 7 / 59 (67) |        |